# Louis-Edmond Hamelin

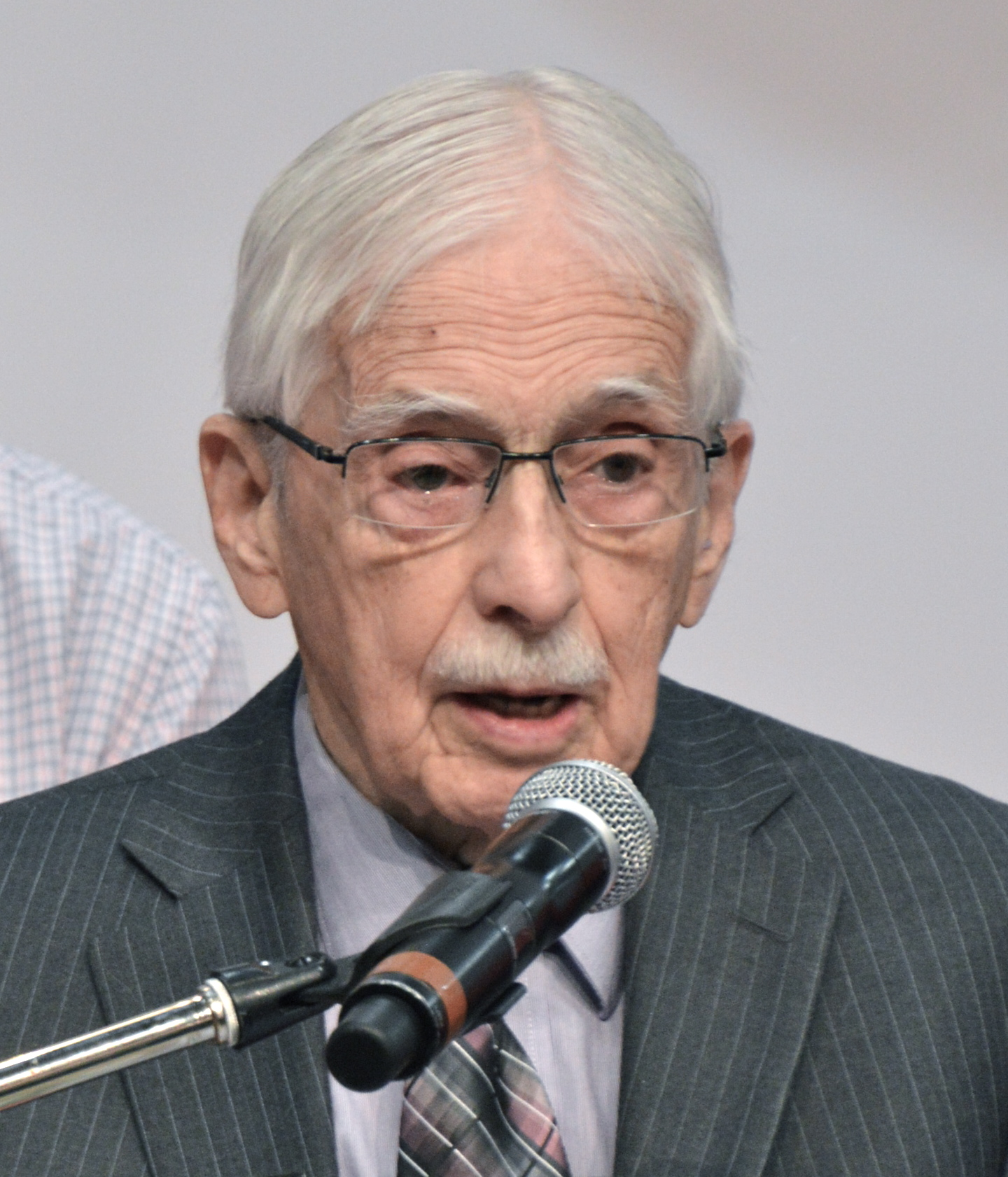
Louis-Edmond Hamelin 2014

Louis-Edmond Hamelin, OC, GOQ, FRSC (* 21. März 1923 in Saint-Didace, Québec; † 11. Februar 2020) war ein kanadischer Geograph, der sich vor allem durch seine Studien über die Indianer Nordamerikas und zahlreiche Untersuchungen über die Hohen Breiten verdient gemacht hat. Mit zu seiner größten Errungenschaft zählt die Einführung des Nordizitätsbegriffes, der es ermöglicht, Orte der nördlichen Breitengrade nach ihrer anthropogenen Zugänglichkeit zu vergleichen. 
Hamelin gründete außerdem das Centre for Northern Studies an der Universität Laval in Québec und war von 1978 bis 1983 Präsident der Université du Québec à Trois-Rivières.

## Ehrungen
- 1962 – Fellow of the Royal Society of Canada
- 1972 – Léo-Pariseau Prize
- 1972 – Pierre Chauveau Medal
- 1974 – Officer of the Order of Canada
- 1975 – Governor General's Award
- 1976 – Massey Medal
- 1982 – Gloire de l'Escolle Medal
- 1982 – Molson Prize for the Arts
- 1987 – Léon-Gérin Prize
- 1989 – Correspondent of Académie des Sciences Morales et Politiques (France)
- 1994 – Ordre des francophones d'Amérique
- 1998 – Grand officier de l'Ordre national du Québec

## Weblink
- Homepage von Louis-Edmond Hamelin